# Tuur Dens
Tuur Dens (* 26. Juni 2000 in Rotselaar) ist ein belgischer Radsportler.

## Sportlicher Werdegang
2017 wurde Tuur Dens belgischer Junioren-Meister im Scratch und im 1000-Meter-Zeitfahren, 2018 Meister der Elite im Zeitfahren und 2019 im Keirin. 2020 errang er bei den U23-Europameisterschaften die Bronzemedaille im Scratch.
Im Jahr darauf, 2021, gewann Dens gemeinsam mit Kenny De Ketele das Zweier-Mannschaftsfahren beim Lauf des Nations’ Cup in Cali. Bei den U23-Europameisterschaften in Apeldoorn belegte er Rang zwei im Scratch, und wenig später bei den Bahnweltmeisterschaften, in Roubaix, seinem erster Start bei einer Weltmeisterschaft, ebenfalls Platz zwei im Scratch-Rennen der Elite. Bei den Bahnradsport-Weltmeisterschaften 2023 gewann er im Scratch die Bronzemedaille.
Im Juli 2024 wurde Dens für die Teilnahme an den Olympischen Spielen 2024 in Paris nominiert.

## Erfolge

### Bahn
2017
- Belgischer Junioren-Meister – Scratch, 1000-Meter-Zeitfahren

2018
- Belgischer Meister – 1000-Meter-Zeitfahren

2019
- Belgischer Meister – Keirin

2020
- U23-Europameisterschaft – Scratch

2021
- Nations’ Cup in Cali – Zweier-Mannschaftsfahren (mit Kenny De Ketele)
- U23-Europameisterschaft – Scratch
- Weltmeisterschaft – Scratch

2022
- Belgischer Meister – Zweier-Mannschaftsfahren (mit Jules Hesters)
- U23-Europameisterschaft – Mannschaftsverfolgung (mit Gianluca Pollefliet, Noah Vandenbranden und Thibaut Bernard)

2023
- Weltmeisterschaft – Scratch

2023/24
- Belgischer Meister – 1000-Meter-Zeitfahren, Ausscheidungsfahren